# Gli allegri veterani
Gli allegri veterani (Les vieux de la vieille) è un film del 1960 diretto da Gilles Grangier, adattamento del romanzo Les Vieux de la vieille scritto da René Fallet nel 1958.

## Trama
In pensione dalla SNCF, Baptiste Talon è tornato in Vandea nel suo villaggio natale di Tioune dove incontra due vecchi amici: Jean-Marie Péjat e Blaise Poulossière. Baptiste ha deciso di trasferisrsi all'ospizio Gouyette. Jean-Marie Péjat, riparatore di biciclette e vecchio scapolo, decide di accompagnarlo dopo un incidente durante un ballo delle lumache dove si rende conto di non essere più giovanissimo. Blaise Poulossière, un ex allevatore di maiali che vive in famiglia ora gestita con il pugno di ferro da suo figlio, decide di unirsi a loro.
I tre amici partono per strada con le loro borse e il loro cesto di vino, per un viaggio scandito da tante avventure. Giunti a destinazione rimangono delusi dall'atmosfera austera che si respira nell'ospizio gestito dalle suore, decidono di tornare in paese.

## Critica
Secondo il critico cinematografico Paolo Mereghetti si tratta di una «Farsa senile costruita soprattutto sull'istrionismo dei tre protagonisti: la trama (...) è quasi inesistente, la recitazione costantemente sopra le righe»